# Walter Bonatti
Walter Bonatti (Bérgamo, 22 de junio de 1930-Roma, 13 de septiembre de 2011) fue un montañero y periodista italiano. Considerado uno de los mejores alpinistas de la historia, que realizó numerosas ascensiones pioneras en los Alpes, Himalayas y Patagonia. En 2009 recibió el premio honorífico del Piolet de Oro.

## Biografía

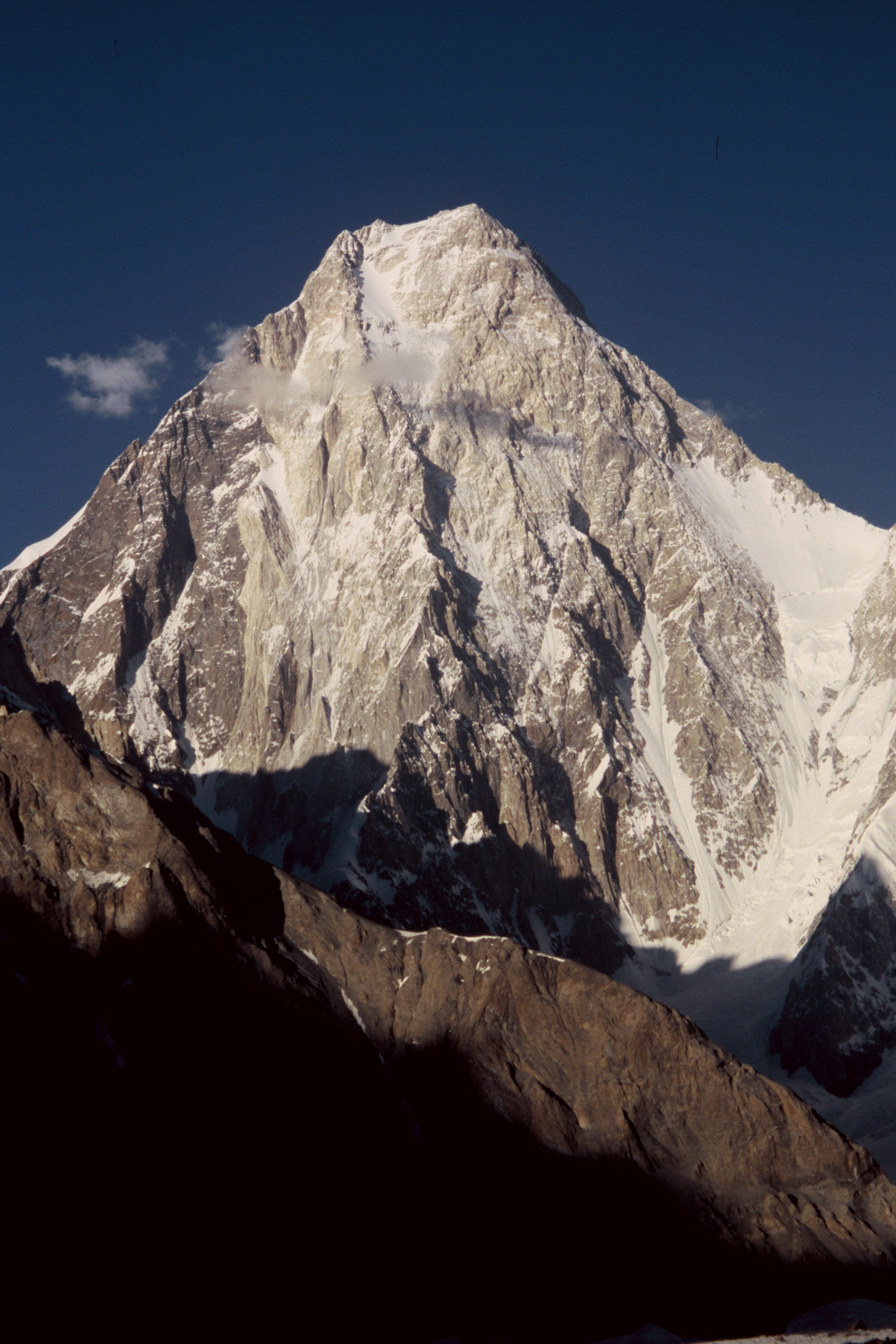
Gasherbrum IV, cuya primera ascensión realizaron Bonatti y Carlo Mauri

Durante finales de los años cuarenta y principios de los cincuenta, Bonatti realizó numerosas y difíciles ascensiones en los Alpes, entre las que destacan la cara norte de la Cima Oeste y la de la Cima Grande di Lavaredo. A los dieciocho años, Bonatti había hecho el cuarto ascenso de la formidable cara norte de las Grandes Jorasses, con un equipamiento muy pobre y a lo largo de dos días. En 1951 (del 20 al 23 de julio), a los 21 años de edad, hizo el primer ascenso del Grand Capucin, junto con Luciano Ghigo, por la impresionante cara este, un extraordinario pináculo de granito rojo en el macizo del Mont Blanc. Esta fue la ascensión que lo hizo famoso. En 1955 le llegaría el turno al conocido Hermann Buhl, quien describió la pared como «la escalada más difícil sobre granito en sentido absoluto».

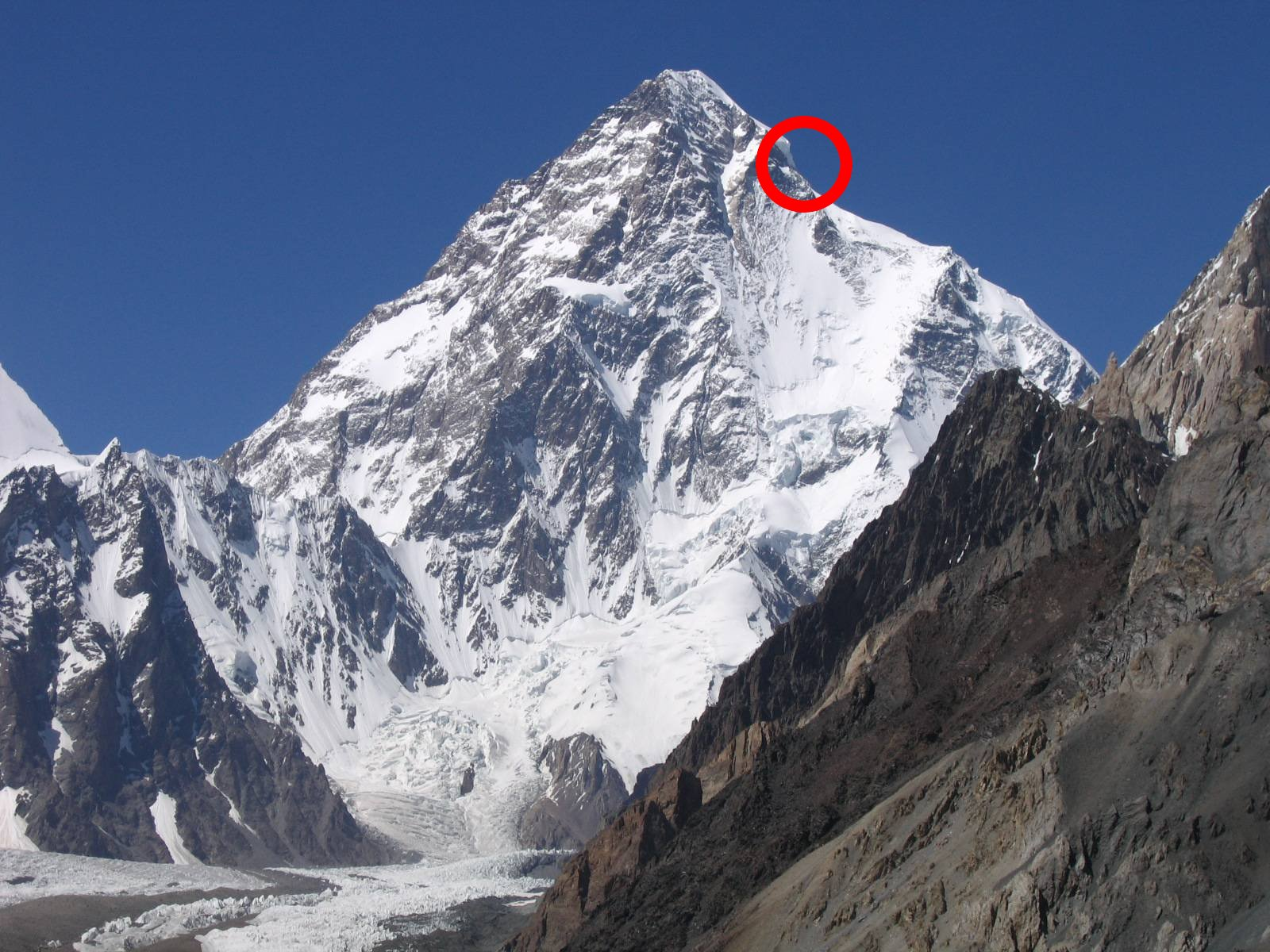
K2: posición del campo IX en la expedición del año 1954 y vivac de Bonatti-Mahdi.

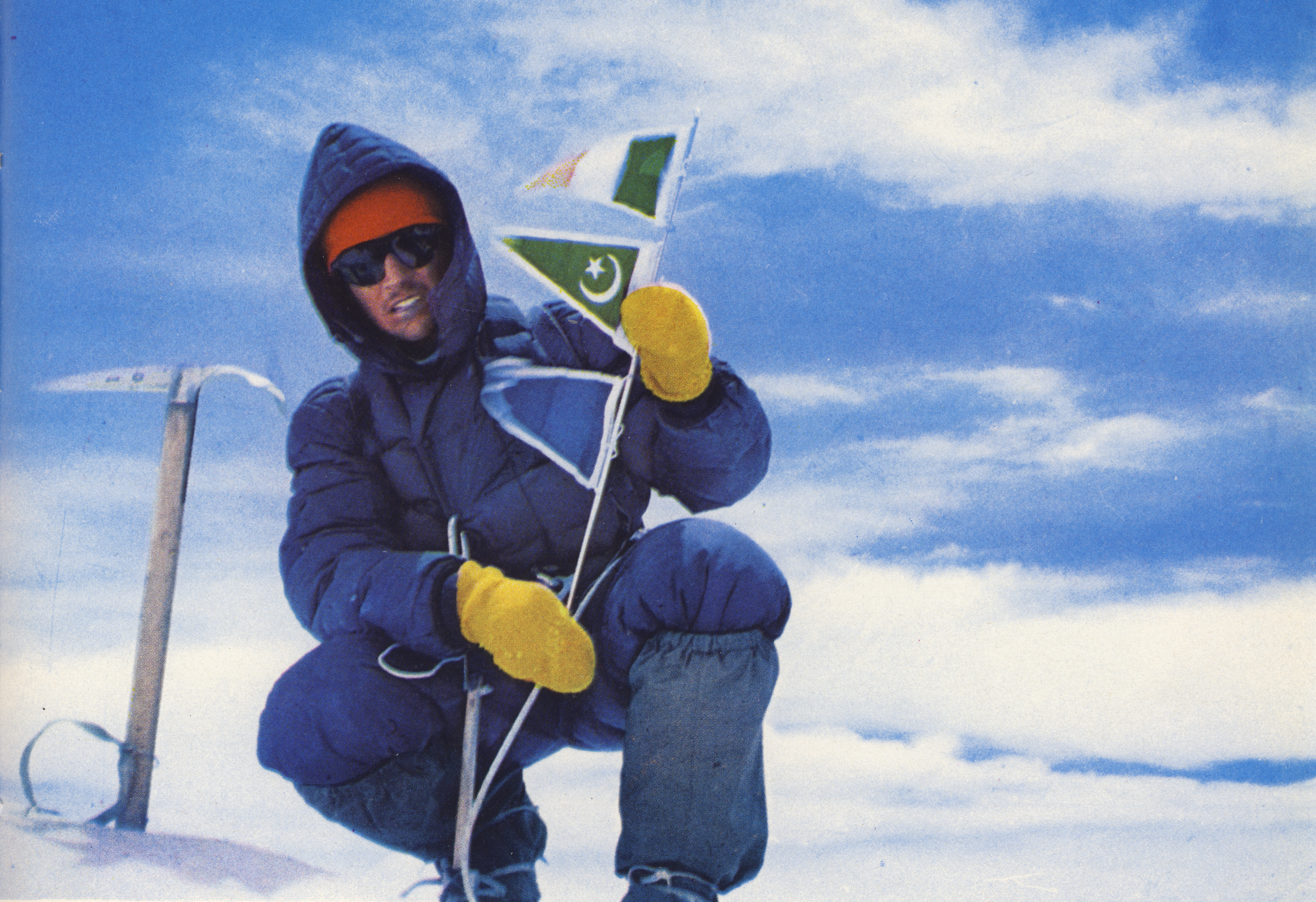
Gasherbrum IV, 1958

En 1954 participó en la expedición italiana al K2 (la primera ascensión), en la que su participación fue básica para que sus compañeros Lino Lacedelli y Achille Compagnoni alcanzasen la cima. Bonatti y un porteador de altura llamado Mahdi tuvieron que hacer un vivac a 8 100 m, ya que el último campo fue cambiado sin aviso por Lacedelli y Compagnoni, y a sus dos compañeros, que les llevaban el oxígeno para hacer cumbre se les hizo de noche. Todo esto generó una fuerte controversia y acusaciones entre ellos, por parte de Bonatti de mover el campo con malas intenciones y de dejarles a la intemperie en la zona de la muerte, y por parte de Lacedelli y Compagnoni de que Bonatti consumió el oxígeno, de abandonar a Mahdi, y de que quería la cumbre para él. Con el tiempo las numerosas investigaciones han hecho que la versión de Bonattí se impusiera y Lacedelli se retractó y confirmó en un libro lo que decía Bonatti.
Walter Bonatti nunca se reconcilió con Compagnoni debido a sus acusaciones de que Bonatti usó el oxígeno que se pretendía para el intento de llegar a la cima. Bonatti quería escalar el K2 solo, en estilo alpino y sin oxígeno. Podía haberlo logrado. Dos décadas más tarde, Reinhold Messner y Peter Habeler asombraron al mundo del montañismo al subir el Everest sin botellas de oxígeno.
Entre sus ascensos más notables está la apertura en solitario de una nueva ruta en el pilar suroeste de la Aiguille du Dru en agosto de 1955, el llamado pilar Bonatti. Durante estos años, siguió escalando y abriendo vías, sobre todo en el macizo del Mont Blanc. En 1958 realizó, junto con Carlo Mauri, la primera ascensión al Gasherbrum IV (7 925 m). También ese año, culminó la primera ascensión al Cerro Mariano Moreno (3 526 m), en la Patagonia. En 1961, junto con Andrea Oggioni, completó el primer ascenso al Rondoy North, en Perú.
En julio de ese mismo año, se produjo la tragedia del pilar central del Frêney, en la que Bonatti se vio involucrado. Dos cordadas, una francesa y una italiana, coincidieron al intentar ascender por primera vez al Mont Blanc por el pilar central del Frêney. En plena ascensión, se desató una tormenta y de los siete alpinistas solo tres se salvaron (Bonatti, Gallieni y Pierre Mazeaud), los otros cuatro murieron por agotamiento en el intento de escapar de la tormenta. Se consideró que la actuación de Bonatti salvó la vida de dos compañeros escaladores, uno de ello Mazeaud, el único superviviente de la cordada francesa, y se le concedió la Legión de Honor francesa.
Otro gran logro fue el primer ascenso en solitario y en invierno de la cara norte del Cervino en 1965. Entonces, cansado del ambiente del alpinismo, abandonó el deporte y comenzó a dedicarse al periodismo, escribiendo para la revista Época reportajes por el mundo. 
Como explorador destacó en Venezuela entrando en contacto con los nativos yanomami en 1967. En 1968 exploró la isla de Sumatra entrando en contacto con los indígenas sakai. En 1970 llevó a cabo una exploración en el cabo de Hornos. En 1971 exploró el centro del continente australiano. En 1972 entró en contacto con autóctonos pigmeos en Congo.
Se retiró tras treinta años ejerciendo de periodista.
En 2004 fue nombrado caballero de la gran cruz de la Orden al Mérito de la República Italiana.
Bonatti escribió una serie de libros sobre la escalada y el montañismo.
Los últimos años de su vida los pasó en Dubino, Sondrio, con su compañera, la actriz Rossana Podestà. Murió en 2011 de un cáncer al páncreas que le fue diagnosticado meses antes, fue sepultado en el cementerio comunal de Porto Venere, su compañera, fallecida dos años después que él, esta sepultada a su lado.

## Logros de montaña
- La cara norte de las Grandes Jorasses (1949)
- La cara este del Grand Capucin (1951)
- Las caras norte de Tres Cimas de Lavaredo en invierno (1953)
- El pilar suroeste de la Aiguille du Dru (el pilar Bonatti) (1955)
- Grand Pilier d'Angle (con Tito Gobbi) (1957)
- Gasherbrum IV (1958)
- El pilar rojo de Brouillard (1959)
- Rondoy North, Perú (1961)
- La cara norte de las Grandes Jorasses en invierno (1963)
- La cara norte del Cervino: solo y en invierno (1965)

## Libros
Libros de montaña
- Le Mie Montagne (Mis montañas), Walter Bonatti, Bolonia: Zanichelli, 1961
- I Giorni Grandi (Los grandes días), Walter Bonatti, Verona: Arnoldo Mondadori Editore, 1971
- Magia del Monte Bianco (Magia del Mont Blanc), Walter Bonatti, Como: Massimo Baldini Editore, 1984
- Processo al K2 (Proceso al K2), Walter Bonatti, Como: Massimo Baldini Editore, 1985
- La Mia Patagonia (Mi Patagonia), Walter Bonatti, Como: Massimo Baldini Editore, 1986
- Un Modo di Essere (Una manera de vivir), Walter Bonatti, Milán: dall'Oglio Editore, 1989
- K2-Storia di un Caso (K2: historia de un caso), Walter Bonatti, Bérgamo: Ferrari Editrice, 1995; 2.ª ed. 1996. K2: historia de un caso se ha publicado en España el 2002 por Ediciones Desnivel, S. L.
- Montagne di Una Vita (Montañas de una vida), Walter Bonatti, Milán: Baldini & Castoldi, 1995; ed. en inglés 2001. Montañas de una vida se ha publicado en España el año 1999 por Ediciones Desnivel, S. L.
- K2. La verità. 1954-2004, Walter Bonatti, 2005, Baldini Castoldi Dalai editore. ISBN 88-8490-845-0.
- K2. Lies and Treachery, Robert Marshall, 2009, Carreg Ltd. UK. ISBN 978-0-9538631-7-4.

Otras
- On the Heights. Hart-Davis, 1964. ISBN B0000CMDRK
- Magic of Mont Blanc. Gollancz, 1985. ISBN 0-575-03560-9
- K2 (italiano). Baldini e Castoldi, 1998. ISBN 88-8089-072-7
- Ferrari, Marco A.: Walter Bonatti y la tragedia del Frêney (1998), Ediciones Desnivel, S. L. ISBN 84-89969-08-6